# Ланкран
Ланкра́н (фр. Lancrans) — коммуна во Франции, находится в регионе Рона — Альпы. Департамент — Эн. Входит в состав кантона Коллонж. Округ коммуны — Жекс.
Код INSEE коммуны — 01205.

## География
Коммуна расположена приблизительно в 410 км к юго-востоку от Парижа, в 90 км северо-восточнее Лиона, в 50 км к востоку от Бурк-ан-Бреса.
На западе коммуны протекает река Вальсерин. Около половины площади коммуны покрыто лесами.

## Климат
Климат полуконтинентальный с холодной зимой и тёплым летом. Дожди бывают нечасто, в основном летом.

## Население
Население коммуны на 2010 год составляло 1052 человека.
| 1962 | 1968 | 1975 | 1982 | 1990 | 1999 | 2010 |
| ---- | ---- | ---- | ---- | ---- | ---- | ---- |
| 891  | 872  | 836  | 752  | 815  | 934  | 1052 |

## Администрация
| Период | Период | Фамилия       | Партия | Примечания |
| ------ | ------ | ------------- | ------ | ---------- |
| 1995   | 2008   | Мартин Лакруа |        |            |
| 2008   | 2014   | Пьер Гавен    |        |            |

## Экономика
В 2010 году среди 666 человек трудоспособного возраста (15—64 лет) 534 были экономически активными, 132 — неактивными (показатель активности — 80,2 %, в 1999 году было 77,7 %). Из 534 активных жителей работали 496 человек (276 мужчин и 220 женщин), безработных было 38 (11 мужчин и 27 женщин). Среди 132 неактивных 43 человека были учениками или студентами, 43 — пенсионерами, 46 были неактивными по другим причинам.

## Фотогалерея

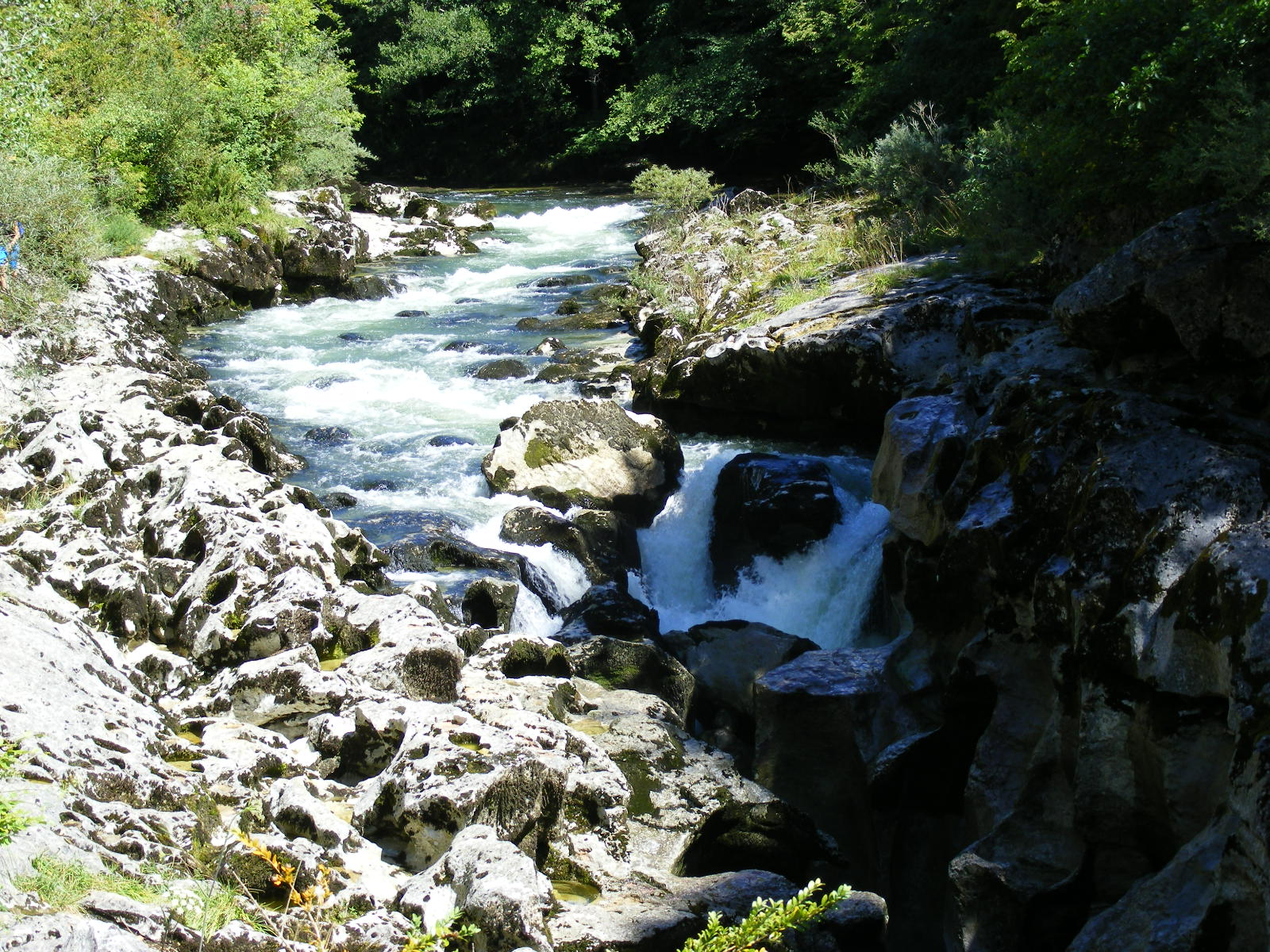
Река Вальсерин
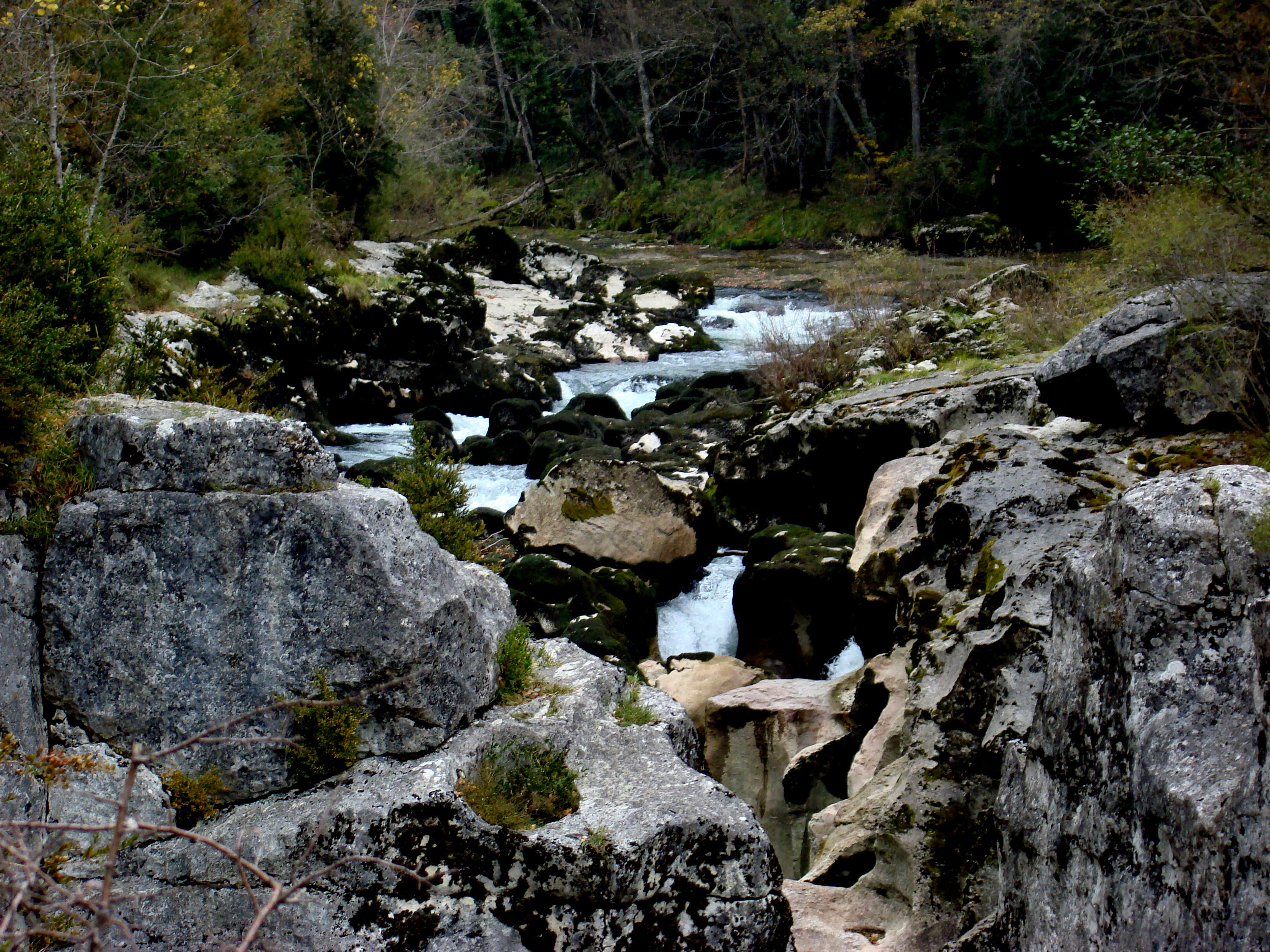
Река Вальсерин
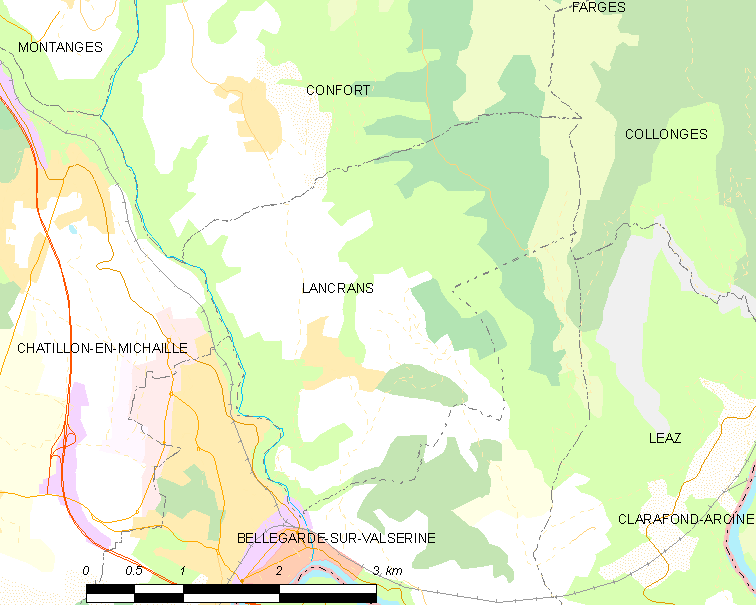
Карта коммуны